# 이브라힘 아펠라이
이브라힘 아펠라이(네덜란드어: Ibrahim Afellay, 1986년 4월 2일, 위트레흐트 ~ )는 네덜란드의 은퇴한 축구 선수로, 포지션은 공격형 미드필더와 측면 미드필더를 모두 소화 할 수 있었다.
그는 USV 엘링크위크에서 축구 생활을 시작하였으며, 1996년 네덜란드 에레디비시의 PSV 에인트호번 아카데미로 들어가게 되었다. PSV 에인트호번에서 뛰어난 활약을 보여준 그는 2011년 겨울 이적시장에서 300만 유로의 이적료로 FC 바르셀로나로 팀을 옮겼다.